# Râul Tutănița
Râul Tutănița este unul afluent al râului Tutana. 